# Гомортега
Гоморте́га (лат. Gomortega) — род цветковых растений монотипного семейства Гомортеговые (Gomortegaceae) порядка Лавроцветные (Laurales). Единственный представитель род — вид Гоморте́га блестя́щая (лат. Gomortega keule). Опыляется главным образом мухами-журчалками. 

## Название

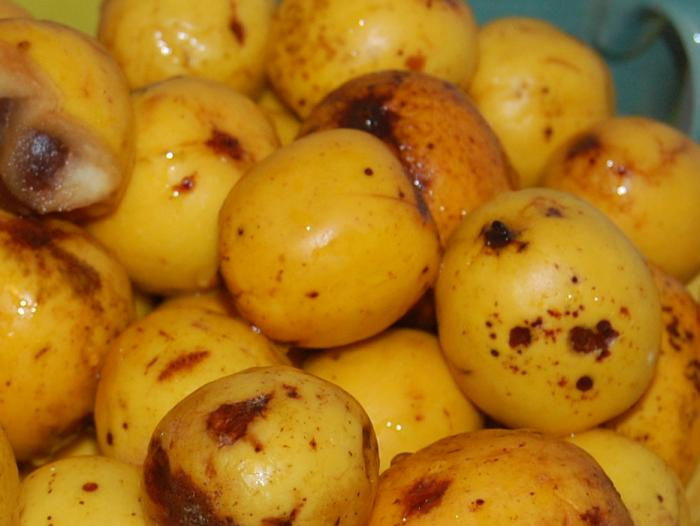
Плоды гомортеги блестящей

Род назван в честь Казимиро Гомеса де Ортега (1741—1818), испанского фармацевта и ботаника.
В синонимику вида Gomortega keule входят следующие названия:
- Adenostemum nitidum (Ruiz & Pav.) Pers. (1805)
- Gomortega nitida Ruiz & Pav. (1830)
- Lucuma keule Molina (1782) basionym

## Распространение
Растение распространено в прибрежных Андах центрального Чили.

## Филогенез
|  | Piperales-Canellales                                     |
|  |                                                          |
|  | \| \| Magnoliales \| \| \| \| \| \| Laurales \| \| \| \| |
|  |                                                          |
|  | Magnoliales                                              |
|  |                                                          |
|  | Laurales                                                 |
|  |                                                          |

|  | Magnoliales |
|  |             |
|  | Laurales    |
|  |             |